# نوروزان (کوار)
نوروزان (کوار)، روستایی از توابع بخش مرکزی شهرستان کوار در استان فارس ایران است. روستای نوروزان داری قدمت بسیاری می‌باشد. و آثاری از قلعه قدیمی این روستا هنوز پابرجاست. طبیعت زیبای این روستا مدیون باغات فراوان آن است. این روستا یکی از بزرگترین مرکز تولید انواع میوه‌ها در سطح استان فارس است. از محصولات تولیدی این روستا می‌توان به انگور، هلو و انواع آلو اشاره کرد.

## جمعیت
این روستا در بخش مرکزی شهرستان کوار قرار دارد و براساس سرشماری مرکز آمار ایران در سال ۱۳۸۵، جمعیت آن ۳٬۳۳۲ نفر (۶۹۸خانوار) بوده‌است.